# Borut Mavrič
Borut Mavrič (* 27. März 1970 in Šempeter pri Gorici, SFR Jugoslawien) ist ein ehemaliger slowenischer Fußballspieler.

## Nationalmannschaft
Borut Mavrič absolvierte im Alter von 33 Jahren bei der 0:1-Niederlage im Freundschaftsspiel gegen Russland sein erstes Spiel für die slowenische Nationalmannschaft. Neun seiner insgesamt 19 Länderspiele waren Pflichtbegegnungen. Am 11. Oktober 2006 absolvierte Mavrič bei einer 2:4-Niederlage im EM-Qualifikationsspiel in Minsk gegen Weißrussland sein letztes Länderspiel.

## Erfolge
Seine größten Erfolge waren der slowenische Meistertitel 1996 mit HIT Gorica, sowie die slowenischen Pokalsiege 2001, 2002 (beide mit NK HIT Gorica) und 2003 (mit NK Olimpija Ljubljana).

## Vereine
Borut Mavrič spielte bis 2004 in Slowenien für Primorje Ajdovščina, für ND Gorica und für NK Olimpija Ljubljana, um dann nach Deutschland zum Zweitligisten SpVgg Greuther Fürth zu wechseln. Sein Debüt für die Franken gab er am 5. August 2004 beim 1:0-Heimsieg in der Liga gegen LR Ahlen. Mavrič erkämpfte sich schnell einen Stammplatz im Tor der Fürther, wobei er vom 27. Spieltag bis zum Saisonende nicht mehr dem Spieltagskader angehörte. In seinem zweiten Jahr in Franken war er weiterhin der Stammtorwart, wobei er im Heimspiel gegen Kickers Offenbach nicht den Vorzug erhielt und in den Auswärtsspielen gegen den Wacker Burghausen sowie gegen Sportfreunde Siegen wegen einer Verletzung gefehlt hatte. Borut Mavrič war in seiner dritten Saison bei der SpVgg Greuther Fürth weiterhin die Nummer eins, verlor allerdings nach einem Platzverweis am 16. Spieltag im Heimspiel gegen die SpVgg Unterhaching seinen Stammplatz. Im März 2007 löste er aus diesem Grund mit sofortiger Wirkung seinen Vertrag auf.
Es folgte schließlich die Rückkehr nach Slowenien zu seinem ehemaligen Verein ND Gorica. Dort kam Mavrič in der Saison 2007/08 zu keinem Einsatz und kurze Zeit später folgte das Ende seiner aktiven Karriere.